# 마크 쉐라
마크 쉐라(Mark Shera, 1949년 7월 10일 ~ )는 미국의 텔레비전 배우, 영화배우이다.
베이온에서 태어났다.

## 방송
- 사랑의 유람선
- 특수기동대
- 명탐정 바나비 존즈